# Joaquín Granel de Ribas Altas
Joaquín Granel de Ribas Altas fue un médico español del siglo XVIII, nacido en Valencia.
Estudió en la Universisad de su ciudad natal, doctorándose en filosofía y en medicina. Obtuvo una cátedra en dicha Universidad y después se estableció en Madrid, en donde fue consejero del rey.

## Obra
Escribió varias obras de carácter científico, ocupándose de medicina en las tituladas:
- Tridente escéptico en España... (Madrid, 1738)
- Enchiridion phisicum, medicum et juridicum, obra que le atribuye Vicente Gimeno.